# Паровоз 18-01
Паровоз 18-01 (паровоз «Друг» — за надписи «Друг» на дымоотбойниках, заводское обозначение 67Lo) — опытный пассажирский паровоз чехословацкого производства. Поступил в СССР в 1951 году из Чехословакии как подарок к 70-летию Иосифа Сталина.

## Описание
В 1949 году на заводе Шкода было изготовлено 4 паровоза типа 2-4-1, которые получили заводское обозначение 67Lo и обозначение серии 476.0. В 1951 году паровоз под номером 2679 поступил на советские железные дороги, как подарок Сталину. На его дымоотбойных щитах были нанесены надписи «Друг». Паровоз получил обозначение 18-01 и был направлен в депо Москва-Пассажирская Московско-Курской железной дороги.

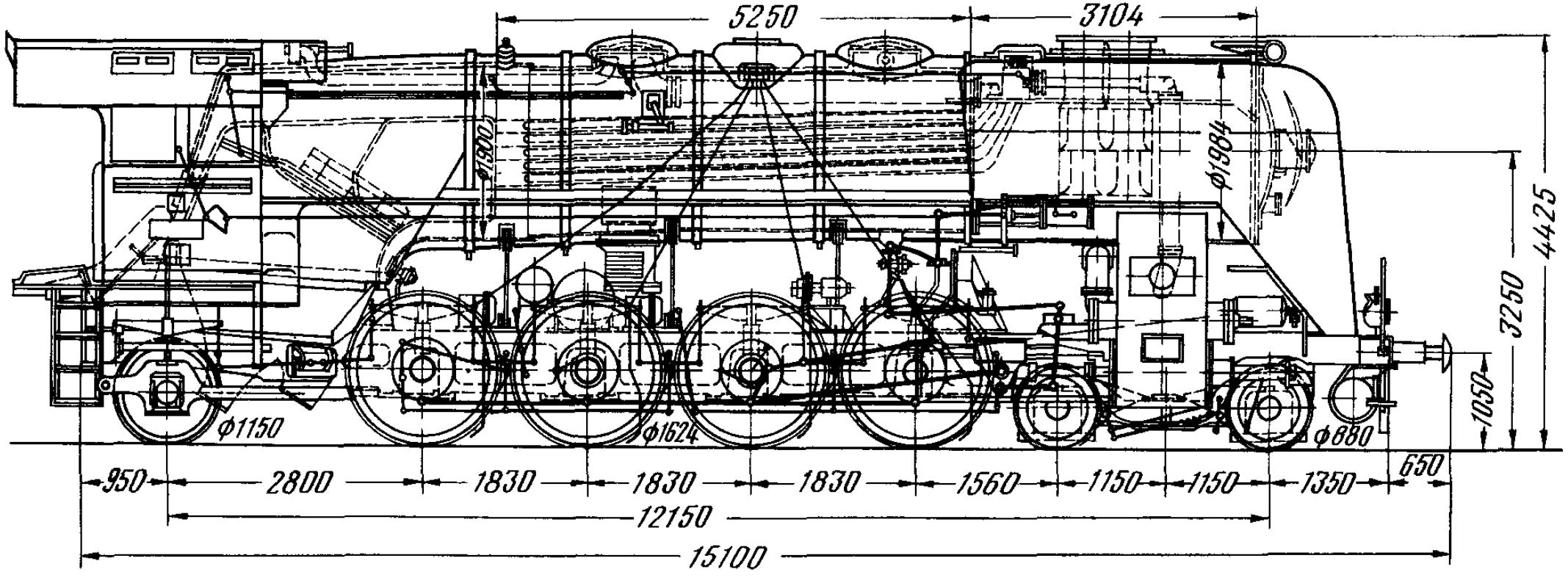
Основные размеры паровоза

Отличительной особенностью паровоза было наличие трёхцилиндровой машины компаунд — впервые на советских железных дорогах. 2 цилиндра низкого давления были расположены снаружи горизонтально, а цилиндр высокого давления — между листами рамы с наклоном 1:8,3. Ведущей осью была 2-я движущая ось, которая была выполнена коленчатой, так как на неё через шатуны передавались усилия не только от внешних цилиндров, но и от среднего цилиндра высокого давления. При этом пальцы шатунов внешних цилиндров были расположены друг к другу под углом 90° (как на обычных двухцилиндровых паровозах), а кривошип среднего цилиндра по отношению к наружным был смещён на 135°. Изогнута была и ось первой движущей колёсной пары — для исключения касания её с шатуном цилиндра высокого давления.
Рама паровоза была выполнена брусковой с толщиной боковин 80 мм. Рессорное подвешивание было выполнено трёхточечным (статически определимое). Топка была выполнена из стали, оборудована термосифонами и двумя кипятильными трубами. Для повышения экономичности локомотива, давление пара в котле было поднято до 20 кгс/см² — одно из самых высоких среди советских паровозов (выше было только у опытного В5 — 80 кгс/см²).
Так как на советских железных дорогах этот паровоз был практически единственным образцом новой для того времени конструкции, то он регулярно не эксплуатировался. В 1967 году паровоз был исключён из инвентарного парка.